# Gipsy Kings

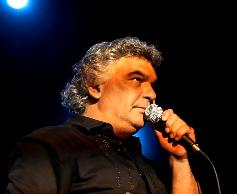
Zpěvák Nicolas Reyes

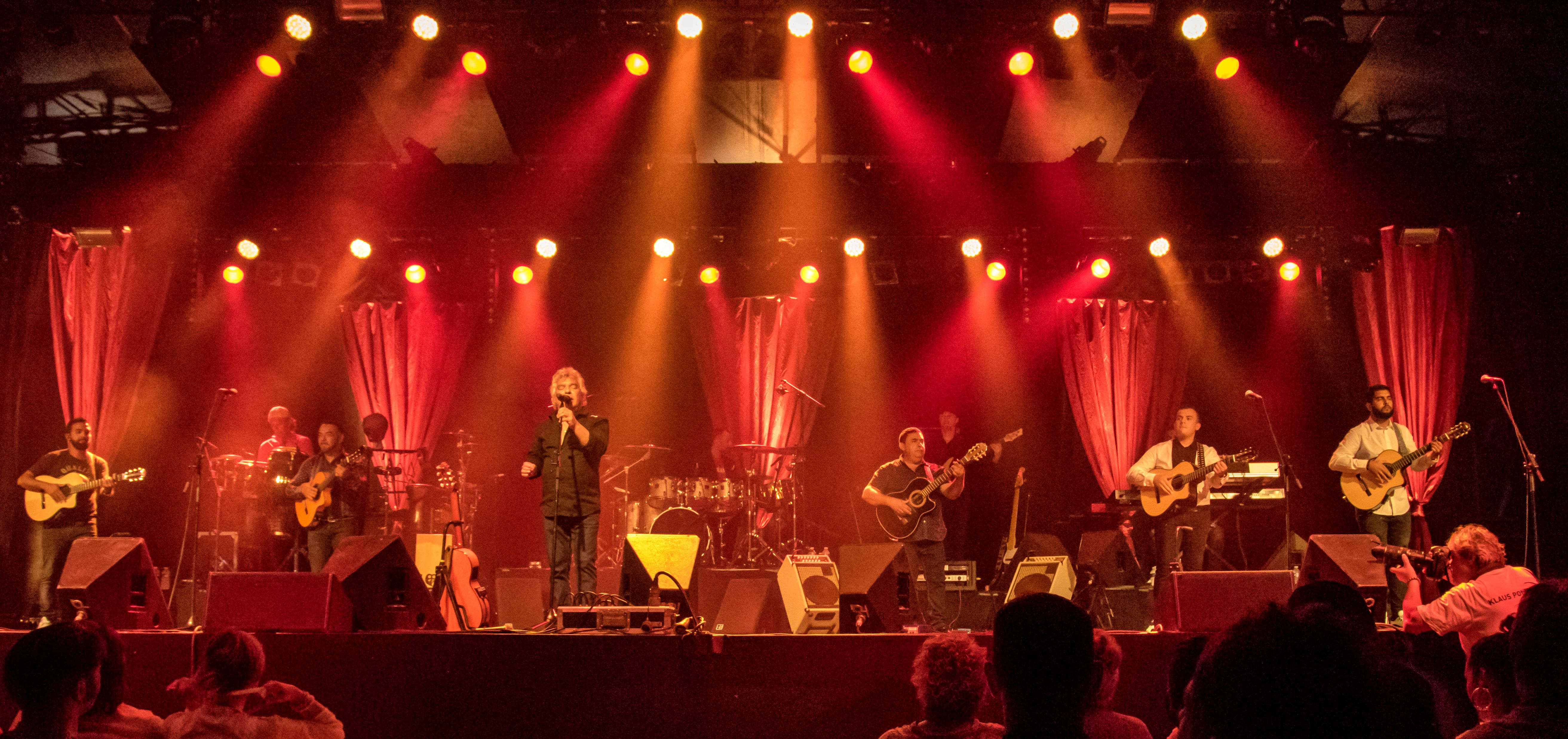
Zelt-Musik-Festival 2016 Freiburg, Německo

Gipsy Kings je francouzská hudební skupina, jejíž hudební styl vychází z flamenca i jiných hispánských stylů a romské hudby. Sami členové kapely svůj styl někdy označují slovy rumba catalana.
Během své více než dvacetileté kariéry skupina prodala více než 20 milionů alb a jejich hudba zazněla v několika filmech. K nejznámějším skladbám kapely patří např. Bamboleo, Volare či Baila Me.

## Historie kapely
Kapelu tvoří bratři Reyesové a Baliardové, potomci romských rodin, které uprchly na jih Francie v době španělské občanské války. Otec bratrů Reyesových, José Reyes byl slavným zpěvákem flamenca.

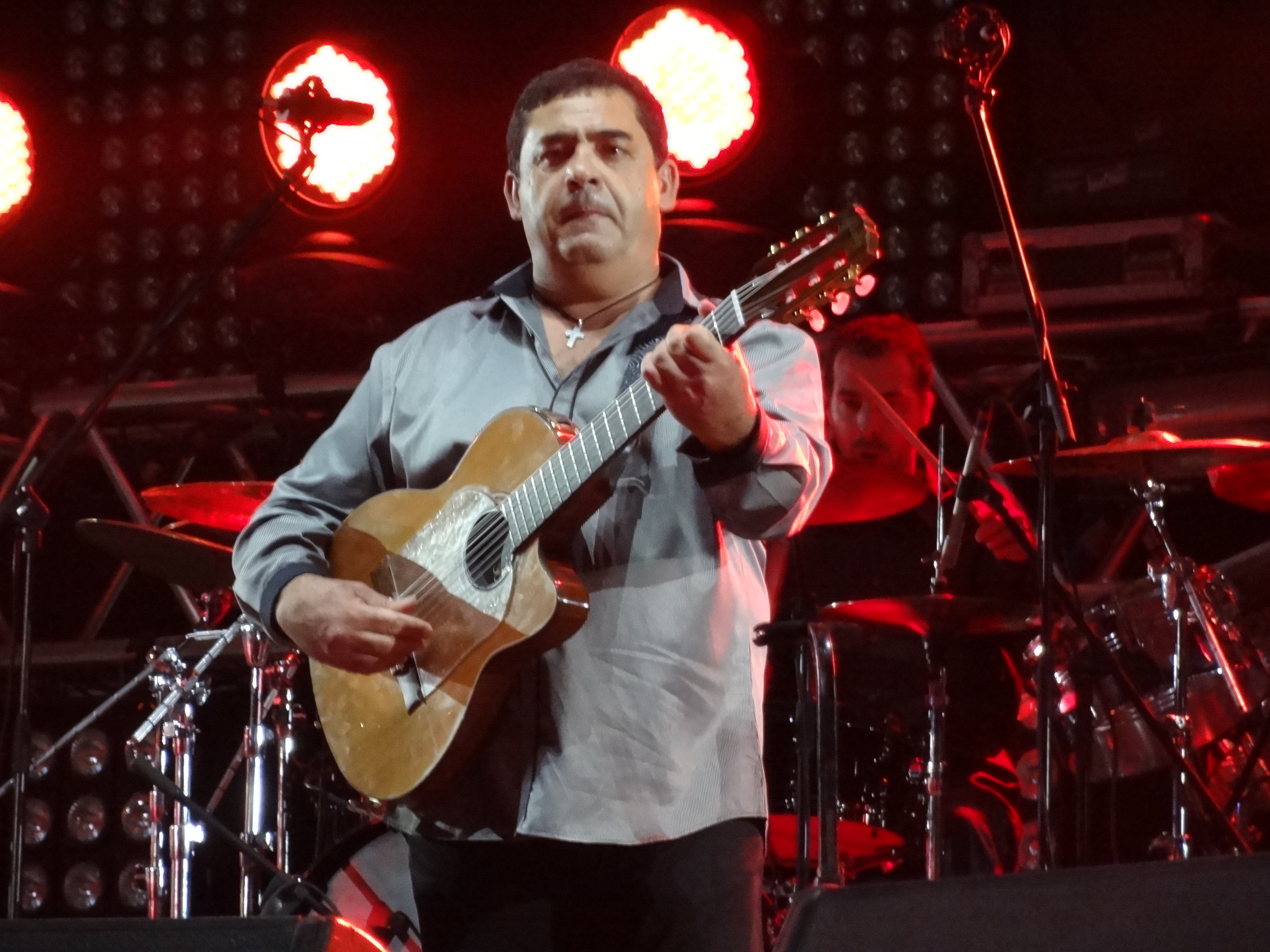
Kytarista Tonino Baliardo

Gipsy Kings spolu začali hrát v 70. letech v Arles v jižní Francii. Pod názvem Los Reyes koncertovali na svatbách, slavnostech i na ulicích. V druhé polovině 80. let 20. století skupinu vynesla k výraznému úspěchu deska nazvaná Gipsy Kings.
Kromě dlouhé řady alb skupina natočila dva hudební filmy, v dalších zazněly jejich písně, např. ve filmu Big Lebowski.

## Hudební alba
- 1982: Allegria
- 1983: Luna de Fuego
- 1988: Gipsy Kings
- 1989: Mosaïque
- 1991: Este Mundo
- 1993: Love and Liberté
- 1995: Estrellas
- 1996: Tierra Gitana
- 1997: Compas
- 2001: Somos Gitanos
- 2004: Roots
- 2006: Pasajero
- 2013: Savor Flamenco